# Upalita
La upalita és un mineral de la classe dels fosfats. Rep el seu nom de la seva composició: urani (U), fòsfor (P) i alumini (Al).

## Característiques
La upalita és un fosfat de fórmula química Al(UO₂)₃(PO₄)₂O(OH)·7H₂O. Va ser aprovada com a espècie vàlida per l'Associació Mineralògica Internacional l'any 1978. Cristal·litza en el sistema monoclínic. Es troba en forma de cristalls aciculars a fibrosos, allargats al llarg de [001], mal acabats, de fins a 0,3 mil·límetres.
Segons la classificació de Nickel-Strunz, la upalita pertany a «08.EC: Uranil fosfats i arsenats, amb relació UO₂:RO₄ = 3:2» juntament amb els següents minerals: françoisita-(Nd), furalumita, françoisita-(Ce), arsenuranilita, dewindtita, kivuïta, fosfuranilita, yingjiangita, dumontita, hügelita, metavanmeersscheïta, vanmeersscheïta, arsenovanmeersscheïta, althupita, mundita, furcalita i bergenita.

## Formació i jaciments
És un mineral secundari poc comú que es troba a la zona uranífera oxidada d'un complex pegmatític de granit. Va ser descoberta l'any 1978 a la pegmatita Kobokobo, a Mwenga (Kivu Sud, República Democràtica del Congo). També ha estat descrita a Eight Mile Park, al comtat de Fremont (Colorado, Estats Units). Sol trobar-se associada a altres minerals com: meta-autunita, fosfuranilita, threadgoldita i furalumita.